# World RX de Suecia 2018
El World RX de Suecia 2018, oficialmente Swecom World RX of Sweden es una prueba de Rallycross en Suecia válida para el Campeonato Mundial de Rallycross. Se celebró en el Höljesbanan en Höljes, Suecia
Johan Kristoffersson consiguió su quinta victoria de la temporada a bordo de su Volkswagen Polo GTI, seguido de Andreas Bakkerud y Jérôme Grosset-Janin.
En RX2 el belga Guillaume De Ridder consiguió su segunda victoria de la temporada, seguido del noruego Henrik Krogstad y el sueco Simon Olofsson.

## Supercar

### Series
| Pos. | No. | Piloto               | Equipo                          | Auto              | Q1  | Q2  | Q3  | Q4  | Pts |
| ---- | --- | -------------------- | ------------------------------- | ----------------- | --- | --- | --- | --- | --- |
| 1    | 1   | Johan Kristoffersson | PSRX Volkswagen Sweden          | Volkswagen Polo R | 1º  | 1º  | 3º  | 1º  | 16  |
| 2    | 11  | Petter Solberg       | PSRX Volkswagen Sweden          | Volkswagen Polo R | 6º  | 2º  | 1º  | 2º  | 15  |
| 3    | 21  | Timmy Hansen         | Team Peugeot Total              | Peugeot 208       | 3º  | 3º  | 2º  | 3º  | 14  |
| 4    | 13  | Andreas Bakkerud     | EKS Audi Sport                  | Audi S1           | 2º  | 4º  | 4º  | 10º | 13  |
| 5    | 5   | Mattias Ekström      | EKS Audi Sport                  | Audi S1           | 4º  | 5º  | 5º  | 4º  | 12  |
| 6    | 7   | Timur Timerzyanov    | GRX Taneco Team                 | Hyundai i20       | 7º  | 6º  | 6º  | 5º  | 11  |
| 7    | 9   | Sébastien Loeb       | Team Peugeot Total              | Peugeot 208       | 5º  | 7º  | 16º | 6º  | 10  |
| 8    | 71  | Kevin Hansen         | Team Peugeot Total              | Peugeot 208       | 10º | 8º  | 8º  | 9º  | 9   |
| 9    | 6   | Jānis Baumanis       | STARD                           | Ford Fiesta       | 8º  | 10º | 7º  | 15º | 8   |
| 10   | 74  | Jérôme Grosset-Janin | GC Kompetition                  | Renault Mégane RS | 11º | 9º  | 13º | 8º  | 7   |
| 11   | 68  | Niclas Grönholm      | GRX Taneco Team                 | Hyundai i20       | 15º | 11º | 11º | 7º  | 6   |
| 12   | 4   | Robin Larsson        | Olsbergs MSE                    | Ford Fiesta       | 9º  | 12º | 9º  | 14º | 5   |
| 13   | 96  | Kevin Eriksson       | Olsbergs MSE                    | Ford Fiesta       | 12º | 13º | 10º | 11º | 4   |
| 14   | 36  | Guerlain Chicherit   | GC Kompetition                  | Renault Mégane RS | 13º | 15º | 12º | 16º | 3   |
| 15   | 42  | Oliver Bennett       | Oliver Bennett                  | MINI Cooper       | 16º | 14º | 14º | 13º | 2   |
| 16   | 66  | Grégoire Demoustier  | Sébastien Loeb Racing           | Peugeot 208       | 17º | 16º | 17º | 12º | 1   |
| 17   | 44  | Timo Scheider        | All-Inkl.com Münnich Motorsport | SEAT Ibiza        | 14º | 17º | 15º | 17º |     |

### Semifinales
Semifinal 1
| Pos. | No. | Piloto               | Equipo                 | Tiempo    | Pts |
| ---- | --- | -------------------- | ---------------------- | --------- | --- |
| 1    | 1   | Johan Kristoffersson | PSRX Volkswagen Sweden | 04:14.708 | 6   |
| 2    | 21  | Timmy Hansen         | Team Peugeot Total     | +1.887    | 5   |
| 3    | 5   | Mattias Ekström      | EKS Audi Sport         | +2.695    | 4   |
| 4    | 9   | Sébastien Loeb       | Team Peugeot Total     | +3.063    | 3   |
| 5    | 6   | Jānis Baumanis       | STARD                  | +6.325    | 2   |
| 6    | 68  | Niclas Grönholm      | GRX Taneco Team        | +32.282   | 1   |

Semifinal 2
| Pos. | No. | Piloto               | Equipo                 | Tiempo     | Pts |
| ---- | --- | -------------------- | ---------------------- | ---------- | --- |
| 1    | 13  | Andreas Bakkerud     | EKS Audi Sport         | 04:20.819  | 6   |
| 2    | 71  | Kevin Hansen         | Team Peugeot Total     | +2.940     | 5   |
| 3    | 74  | Jérôme Grosset-Janin | GC Kompetition         | +6.981     | 4   |
| 4    | 7   | Timur Timerzyanov    | GRX Taneco Team        | +13.094    | 3   |
| 5    | 11  | Petter Solberg       | PSRX Volkswagen Sweden | +3 Vueltas | 2   |
| 6    | 4   | Robin Larsson        | Olsbergs MSE           | +5 Vueltas | 1   |

### Final
| Pos. | No. | Piloto               | Equipo                 | Tiempo     | Pts |
| ---- | --- | -------------------- | ---------------------- | ---------- | --- |
| 1    | 1   | Johan Kristoffersson | PSRX Volkswagen Sweden | 04:14.969  | 8   |
| 2    | 13  | Andreas Bakkerud     | EKS Audi Sport         | +2.977     | 5   |
| 3    | 74  | Jérôme Grosset-Janin | GC Kompetition         | +5.956     | 4   |
| 4    | 21  | Timmy Hansen         | Team Peugeot Total     | +1 Vuelta  | 3   |
| 5    | 71  | Kevin Hansen         | Team Peugeot Total     | +5 Vueltas | 2   |
| 6    | 5   | Mattias Ekström‡     | EKS Audi Sport         | +4.269     | 1   |

‡ Ekström fue relegado hasta la sexta posición debido a un toque que impidió que Timmy Hansen terminara la prueba.

## RX2 International Series

### Series
| Pos. | No. | Piloto               | Equipo                    | Q1  | Q2  | Q3  | Q4  | Pts |
| ---- | --- | -------------------- | ------------------------- | --- | --- | --- | --- | --- |
| 1    | 96  | Guillaume De Ridder  | Olsbergs MSE              | 6º  | 1º  | 4º  | 5º  | 16  |
| 2    | 44  | Christian Brooks     | Christian Brooks          | 2º  | 6º  | 3º  | 10º | 15  |
| 3    | 2   | Ben-Philip Gundersen | JC Raceteknik             | 1º  | 10º | 16º | 2º  | 14  |
| 4    | 16  | Oliver Eriksson      | Olsbergs MSE              | 3º  | 18º | 2º  | 7º  | 13  |
| 5    | 6   | William Nilsson      | JC Raceteknik             | 5º  | 3º  | 1º  | 27º | 12  |
| 6    | 90  | Jimmie Walfridson    | JC Raceteknik             | 12º | 7º  | 11º | 4º  | 11  |
| 7    | 99  | Marcus Höglund       | JC Raceteknik             | 7º  | 5º  | 5º  | 22º | 10  |
| 8    | 77  | Henrik Krogstad      | JC Raceteknik             | 10º | 12º | 13º | 8º  | 9   |
| 9    | 52  | Simon Olofsson       | Simon Olofsson            | 4º  | 13º | 15º | 11º | 8   |
| 10   | 50  | Nathan Heathcote     | Team Faren                | 16º | 8º  | DNF | 1º  | 7   |
| 11   | 65  | Jami Kalliomäki      | Set Promotion             | 26º | 4º  | 12º | 6º  | 6   |
| 12   | 27  | Petter Leirhol       | Petter Leirhol            | 15º | 11º | 9º  | 13º | 5   |
| 13   | 18  | Linus Ostlund        | Olsbergs MSE              | 9º  | 17º | 6º  | 16º | 4   |
| 14   | 55  | Vasily Gryazin       | Sport Racing Technologies | 13º | 2º  | 8º  | DNF | 3   |
| 15   | 22  | Sami-Matti Trogen    | Set Promotion             | 28º | 14º | 7º  | 12º | 2   |
| 16   | 98  | Stein Frederic-Akre  | Stein Frederic-Akre       | 8º  | 26º | 10º | 17º | 1   |
| 17   | 21  | Conner Martell       | Team Faren                | 27º | 9º  | 25º | 3º  |     |
| 18   | 9   | Glenn Haug           | Glenn Haug                | 20º | 21º | 17º | 9º  |     |
| 19   | 68  | Santosh Berggren     | Santosh Berggren          | 17º | 15º | 20º | 20º |     |
| 20   | 11  | Mats Oskarsson       | Mats Oskarsson            | 14º | 22º | 21º | 18º |     |
| 21   | 12  | Anders Michalak      | Anders Michalak           | 19º | 23º | 23º | 14º |     |
| 22   | 69  | Sondre Evjen         | JC Raceteknik             | 11º | DNF | 14º | 25º |     |
| 23   | 17  | Hampus Rådström      | Hampus Rådström           | 24º | 24º | 18º | 24º |     |
| 24   | 8   | Simon Wågø Syversen  | Set Promotion             | DNF | 16º | DNF | 15º |     |
| 25   | 10  | Martin Jonsson       | Martin Jonsson            | 25º | 25º | 22º | 21º |     |
| 26   | 86  | Johnny Anderson      | Johnny Anderson           | 22º | DNF | 19º | 23º |     |
| 27   | 53  | Cole Keatts          | Olsbergs MSE              | 21º | 20º | 24º | DNF |     |
| 28   | 91  | Jonathan Walfridsson | JC Raceteknik             | 18º | 19º | DSQ | 19º |     |
| 29   | 66  | Albert Llovera       | Albert Llovera            | 23º | 27º | 26º | 26º |     |

### Semifinales
Semifinal 1
| Pos. | No. | Piloto               | Equipo         | Tiempo   | Pts |
| ---- | --- | -------------------- | -------------- | -------- | --- |
| 1    | 96  | Guillaume De Ridder  | Olsbergs MSE   | 4:34.781 | 6   |
| 2    | 2   | Ben-Philip Gundersen | JC Raceteknik  | +1.161   | 5   |
| 3    | 52  | Simon Olofsson       | Simon Olofsson | +4.344   | 4   |
| 4    | 99  | Marcus Höglund       | JC Raceteknik  | +4.609   | 3   |
| 5    | 6   | William Nilsson      | JC Raceteknik  | +19.499  | 2   |
| 6    | 65  | Jami Kalliomäki      | Set Promotion  | +29.561  | 1   |

Semifinal 2
| Pos. | No. | Piloto            | Equipo           | Tiempo   | Pts |
| ---- | --- | ----------------- | ---------------- | -------- | --- |
| 1    | 16  | Oliver Eriksson   | Olsbergs MSE     | 4:35.376 | 6   |
| 2    | 77  | Henrik Krogstad   | JC Raceteknik    | +0.461   | 5   |
| 3    | 44  | Christian Brooks  | Christian Brooks | +0.983   | 4   |
| 4    | 90  | Jimmie Walfridson | JC Raceteknik    | +3.093   | 3   |
| 5    | 50  | Nathan Heathcote  | Team Faren       | +3.339   | 2   |
| 6    | 27  | Petter Leirhol    | Petter Leirhol   | +5.110   | 1   |

### Final
| Pos. | No. | Piloto               | Equipo           | Tiempo   | Pts |
| ---- | --- | -------------------- | ---------------- | -------- | --- |
| 1    | 96  | Guillaume De Ridder  | Olsbergs MSE     | 4:34.145 | 8   |
| 2    | 77  | Henrik Krogstad      | JC Raceteknik    | +1.294   | 5   |
| 3    | 52  | Simon Olofsson       | Simon Olofsson   | +5.782   | 4   |
| 4    | 16  | Oliver Eriksson      | Olsbergs MSE     | +6.260   | 3   |
| 5    | 2   | Ben-Philip Gundersen | JC Raceteknik    | +6.572   | 2   |
| 6    | 44  | Christian Brooks     | Christian Brooks | +7.573   | 1   |

## Campeonatos tras la prueba
| Pos | Piloto               | Pts | Dif |
| --- | -------------------- | --- | --- |
| 1   | Johan Kristoffersson | 165 |     |
| 2   | Andreas Bakkerud     | 125 | +40 |
| 3   | Petter Solberg       | 119 | +46 |
| 4   | Sébastien Loeb       | 117 | +48 |
| 5   | Timmy Hansen         | 116 | +49 |

| Pos | Piloto               | Pts | Dif |
| --- | -------------------- | --- | --- |
| 1   | Oliver Eriksson      | 95  |     |
| 2   | Guillaume De Ridder  | 89  | +6  |
| 3   | Henrik Krogstad      | 76  | +19 |
| 4   | Ben-Philip Gundersen | 69  | +26 |
| 5   | Vasily Gryazin       | 65  | +30 |

- Nota: Solamente se incluyen las cinco posiciones principales.